# 浜辺栞帆
浜辺 栞帆（はまべ かほ、1997年4月15日 - ）は、日本のAV女優。C-more エンターテイメント所属。

## 略歴
2022年5月、SODクリエイトの「SODstar」レーベル専属女優としてAVデビュー。
デビュー前の職業はウェディングプランナーで、デビュー後もこれをAV女優業と平行して続ける。デビューのことは上司など職場の人間にも伝えている。もともと結婚を控えるカップルから性生活などの相談を受ける機会があり、公表することで相談しやすくなるなど仕事にも活かしていきたいという。
2024年1月よりマドンナへ専属移籍。同年9月を最後に専属を離れ、企画単体女優となる。
2025年2月10日週FANZA通販フロアランキングでは、出演した『MOODYZファン感謝祭 バコバコバスツアー2025 素人17名とAV女優17名の1泊2日大乱交 新世代AVオールスター覚醒！』が予約段階で初登場3位を記録。

## 人物
- 趣味は読書[1]とセックス[4]。本のジャンルは基本的に雑食でビジネス書から小説まで、その時の自分に必要だと感じた本を毎月100冊ほど読んでいる[5]。特技は水泳（元水泳部員）[4]。
- 性の目覚めは、小学1年生の時にのぼり棒が股間に擦れた時に気持ち良さを感じたこと。また父親のパソコンを漁っている時に偶然AVの存在を知り、オナニーもこの時期に覚えた[5]。
- 初体験は高校1年生。この時は痛さは無かったものの気持ち良さも感じず、むしろ「なぜ、皆はこんなことをしたがるんだろう?」と疑問に思っていたが、高校2年生の時に付き合っていた大学生の彼氏に開発されたことをきっかけにセックスが好きになった[5]。
- 独自の理論から相性の良いセックス相手とは「出会った瞬間のフィット感じゃなくて、心と身体のコミュニケーションの積み重ねを一緒にできる人だと思う」と語っている[4]。
- 巨乳評論家の杜哲哉は「親近感あるお姉さん系のビジュアル」、「色白でナチュラルな曲線を描く釣り鐘型Gカップ」と評価している[8]。

## 作品

### アダルトビデオ
- 専属決定 現役ウェディングプランナー 天然巨乳釣鐘型のGカップ 浜辺栞帆 SODstar AV DEBUT（5月12日、SODクリエイト）[8]
- 人生で初めての連続絶頂 初イキ3本番 現役ウェディングプランナー 浜辺栞帆（6月9日、SODクリエイト）
- 無意識に誘惑する着衣巨乳 おっぱい妄想4シチュエーション Gカップ浜辺栞帆（7月7日、SODクリエイト）
- 彼女が不在中に、中学時代付き合っていた元カノに10年ぶりに再会。 脱がしたらあの頃とは比べ物にならない色白Gカップ美巨乳に… 理性を失って精子が尽きるまでハメまくった日 浜辺栞帆（8月11日、SODクリエイト）
- ど田舎の夏に、がむしゃらに汗だくで絡み合う濃厚SEXドキュメント 浜辺栞帆（10月6日、SODクリエイト）
- 途中入社した会社の出張で中年オジサン上司と温泉旅館で相部屋に… 遠距離恋愛中の彼氏がいるのに寝取られSEXにハマってしまいました。 浜辺栞帆（12月8日、SODクリエイト）

- 母性溢れる義理の姉Gカップおっぱいで精通するマセガキ絶倫弟二人。 浜辺栞帆（2月9日、SODクリエイト）
- 射精無限大Gカップソープ 必ず10発抜いてくれる!笑顔で癒される神乳ボディ 浜辺栞帆（3月9日、SODクリエイト）[9]
- 「初めて彼女ができるんだけど、めっちゃヤリチンだと思わせたくて…。」 教え子の童貞君から無茶なお願いにも神対応でSEXの練習台になってくれる家庭教師のお姉さん 浜辺栞帆（4月6日、SODクリエイト）
- 「本当の私は、エッチが大好きな変態です。」 取引先のイケイケな男のセクハラがエスカレートして調教NTR 彼氏のいる地味OLが本能解放してイカされまくり絶頂開発! 浜辺栞帆（5月11日、SODクリエイト）
- 絶対本番NGの手コキメンズエステで働いていたら… 高校時代にヤリまくっていた相性最高の元カレが来店! バレないように滅茶苦茶セックスしちゃいました。 浜辺栞帆（6月8日、SODクリエイト）
- 念願の初中出し、解禁。焦らして悶えて生ハメ懇願、全体位で熱い精子を味わう大絶頂・大絶叫性交 浜辺栞帆（7月6日、SODクリエイト）
- 【夏といえば水着! SODstar全員ビキニ祭】汗ダクダク涎ダラダラ潮吹きビチャビチャ全マシ大噴出キメセクスペシャル!! 浜辺栞帆（8月10日、SODクリエイト）
- 登校から下校までの10時間…。無防備で胸チラしている新任女教師は、校内で誘惑していると勘違いされて何度もレ×プされてしまいました。 浜辺栞帆（9月7日、SODクリエイト）
- 体の相性が良すぎる巨乳絶倫セフレと休日にゴムつけずに生SEXで中出しまくり 浜辺栞帆（10月12日、SODクリエイト）
- 物静かでマジメな図書館司書のお姉さんは、早漏M男をエグい寸止めと焦らしで射精コントロールして楽しんでいました。浜辺栞帆（11月9日、SODクリエイト）
- 絶頂開発 小柄な敏感BODYをガクブル震わせながらジブン史上最高の激イキ! 巨根大絶頂 浜辺栞帆（12月7日、SODクリエイト）

- 「チ〇コも脳もバカになっちゃってるキミが好き♪」 息がかかるほどの密着甘サド責めでガマン汁ダラダラなM男くん’sとラブホSEX 浜辺栞帆（1月11日、SODクリエイト）
- 電撃移籍 Madonna専属 浜辺栞帆 神乳、神尻、神クビレ、これぞ三種のエロス神器。（2月27日、マドンナ）
- 夫よりも義父を愛して…。 浜辺栞帆（3月26日、マドンナ）
- 受付嬢NTR ～出張中の1週間、傲慢上司に寝取られた妻～ 浜辺栞帆（4月23日、マドンナ）
- 愛を確かめたくて妻と絶倫の後輩を2人きりにして3時間… 抜かずの追撃中出し計16発で妻を奪われた僕のNTR話 浜辺栞帆（5月28日、マドンナ）
- 出張先で出逢った人妻CAと意気投合して一夜限りの相部屋SEXのはずが…実は近所の地味奥さん（巨乳）で弱みを握られ言いなり中出しW不倫 浜辺栞帆（6月25日、マドンナ）
- 職場不倫… 転勤間際の今までで最も雑でいて一番激しく快楽に満ちた性交 浜辺栞帆（7月23日、マドンナ）
- 集金目的で輪姦動画を撮影され続ける脱いだらスゴい地味巨乳OL 浜辺栞帆（10月1日、グローリークエスト）
- 中出し部屋呑みドキュメント SSSSSボディと心のSEX 浜辺栞帆（10月1日、パコパコ団とゆかいな仲間たち/妄想族）
- パコ撮り No.128 友達と卒業旅行に行くために円光でお小遣いを稼ぐむっつりスケベなHカップ巨乳ちゃん かほちゃん（10月12日、First Star）
- 純文学みたいな禁断の愛に憧れ叔父を挑発する小悪魔姪っ子 浜辺栞帆（10月20日、プラネットプラス/アンビバレンツ）
- 彼女のお姉さんに痴女られました…巨乳でビッチ全開な美人姉と彼女の留守中に何度もハメて完全にドハマりしたボク。 浜辺栞帆（10月22日、クリスタル映像）
- 不倫現場を盗撮されて マゾペット巨乳人妻家庭教師 クズ親子の性欲処理に堕ちた奥様先生 浜辺栞帆（10月22日、熟女はつらいよ/熟女卍）
- Hカップ陥没乳首のライターさん かほ (26)（10月27日、First Star）
- 【出張相部屋NTR】乳首弄りだけは有能なポンコツ部下に朝まで何度もイキ狂わされて… 連続中出しを許してしまった乳首下剋上の夜 浜辺栞帆（11月5日、ABC/妄想族）
- 精子好き女子のエロ活フェラ抜きマッチング 3（11月5日、MAX-A）
- 配達指定NTR ※午前着※にしているのにいつも妻しか居ない午後に宅配業者はやって来て…。 浜辺栞帆（11月12日、マドンナ）
- お母さんが好きで好きでしょうがない息子とのSEXに沼っていく濃厚母汁セックス。 浜辺栞帆（11月12日、Hsoda）
- 大雨でびしょ濡れになった巨乳の女友達とSEXしまくった 浜辺栞帆（11月21日、hawaii）
- 一般男女モニタリングAV 絶倫巨乳妻と童貞男子がザーメン20mlを溜めるまで出られないラブホからの脱出に挑戦! 5 旦那とはご無沙汰の奥様が初めて逆ナンパした男子大学生を射精させるために手コキ・オナホコキ・フェラ・筆おろし! 何発出しても萎えない年下チ○ポと大量の精子を目の当たりにして大興奮の人妻オマ○コは満足するまで何度もなま挿入で連続中出し!（12月3日、DEEP'S）
- 生意気な新卒後輩と終電を逃して相部屋レズビアン 浜辺栞帆 二葉エマ（12月10日、ビビアン）
- オヤジのハメ撮りドキュメント ねっとり濃厚に貪り尽くす体液ドロドロ汗だく性交 浜辺栞帆（12月17日、Fitch）
- 義父と地方出張 素泊まり相部屋NTR 浜辺栞帆（12月17日、溜池ゴロー）
- 禁断介護 浜辺栞帆（12月17日、グローリークエスト）
- 官能淫語と巨乳で侵す! 浜辺栞帆（12月17日、ドグマ）
- 絶倫義父とのまぐわい 快楽の虜にされた私 浜辺栞帆（12月17日、KSB企画/エマニエル）
- 人妻の膣奥に、中出しやりたい放題。 浜辺栞帆（12月20日、KANBi）
- 隣の奥様は美巨乳インストラクター 軟体BODYで大胆誘惑 夢にまで見た神展開で禁断中出し不倫SEX 浜辺栞帆（12月24日、クリスタル映像）
- 男をいじめると感じる女子は実在する! 10～剛毛美女編～ 浜辺栞帆（12月24日、セレブの友）※配信版には限定特典映像を収録。
- 新人潜入女捜査官 浜辺栞帆（12月24日、バミューダ/妄想族）
- 一人暮らしを始めたばかりの弟に美巨乳姉が最高な筆おろし（12月27日、TMA）

- 剛毛痴女・浜辺栞帆の「M男くん・私とSEXしませんか？」…逆ナンパ痴女SEX 2（1月28日、セレブの友）[10]
- コンプレックスの爆乳を変態上司に毎日毎日、揉みしだかれ乳イキを覚えてしまった人妻地味OL 浜辺栞帆（2月18日、エムズビデオグループ）[11]
- 巨乳アクメ 剛毛スイマーをヤる！ 浜辺栞帆（2月18日、ドグマ）[12]
- もの凄い爆乳騎乗位 + ゴッドハンド手コキ 人妻エステティシャンたちが欲求不満を満たすためにこっそりメンエス客を食いものにする件 vol.4（3月4日、桃太郎映像出版）
- 極上ボディで何度も射精させちゃう超淫乱高級デリヘル嬢 9（3月11日、BAZOOKA）
- MOODYZファン感謝祭 バコバコバスツアー2025 素人17名とAV女優17名の1泊2日大乱交 新世代AVオールスター覚醒!（3月18日、MOODYZ）
- 先生が2人っきりのプライベート補習で全部面倒みてあげる Hカップ痴女教師 浜辺栞帆（4月8日、オーロラプロジェクト・アネックス）
- 配達先の巨乳人妻を玄関先で即レ×プ 無理やり飲まされた媚薬で痙攣しながら何度も絶叫イキ 足腰ガクガクで潮を吹き、えずき汁を垂れ流す人妻たちに連続中出しをキメまくる!!（4月8日、REAL）
- 乳首オナニーでイク15人の女たち! Vol, 3 ～乳首いじって個性豊かに発情・メス化するド淫乱女優ドキュメント（4月8日、セレブの友）
- 一般男女モニタリングAV 巨乳妻限定! ノーハンドフェラでズラ～ッと並んだチ○ポ10本の中から愛する旦那のチ○ポ当ててみて! 4  ハズレたらいきなりデカチン即ハメ! 形・大きさの異なるフル勃起チ○ポと大量ザーメンを味わって発情した人妻オマ○コは旦那の目の前なのに絶頂が止まらない!!（4月15日、DEEP'S）
- 恥辱の教室 剃毛女教師 浜辺栞帆（4月22日、バミューダ/妄想族）
- 「私たちを満足させるまで帰っちゃダメ!」 時間とお金を持て余したセレブ若妻と魅惑の中出しハーレム乱交!（4月22日、Hunter）
- セックス狂いのバツ1アラサー叔母2人がボクのチ〇コをロックオン!（4月22日、Hunter）
- 淫欲トランスコントロール ヒプノセラピーで潜在エロ欲求を引き出された人妻たち vol.4（5月6日、桃太郎映像出版）
- 緊縛解禁巨乳OL監禁飼育 浜辺栞帆（5月9日、バミューダ）
- 爆乳レオタード、毛深いマ〇コに鬼突き着衣FUCK! 浜辺栞帆（5月20日、ミル）
- 黒人解禁 浜辺栞帆（5月22日、AEGEAN）
- 高級車に乗る自慢のデカチン男性とパパ活お泊りSEXデート2 浜辺栞帆（5月27日、セレブの友）
- 腰をグラインドさせながらイキ狂い! 『ディルドオナニー』（5月27日、セレブの友）
- 全身汗だくねっちょり中出しSEX（5月27日、ブラックドッグ/妄想族）
- 淫絶股縄調教 03 エロすぎる股間密着マニアック映像!（6月13日、バミューダ）
- コスプレ妄想エロファンタジー 卑猥なRQ & 猥褻レオタードで着衣FUCK! 浜辺栞帆 目黒ひな実（6月17日、ミル）
- 自治会に入るから奥さんヤラせて しつこい勧誘にカウンター生ハメ撃退 浜辺栞帆（6月24日、VENUS）
- いつもキスをせがんで甘えてくる年上の彼女（6月26日、AKNR）
- コレクター 主人には良き妻として、先生には性奴隷として、貞淑妻が肉欲に溺れた奇態な7日間 浜辺栞帆（7月1日、桃太郎映像出版）
- 肉体接待を強要された巨乳若女将 大切な旅館と夫の為、孕みごろの極上女体が輩に種付けされ淫乱に堕ちる… 浜辺栞帆（7月8日、オーロラプロジェクト・アネックス）

### アダルトVR
- ヤリたい時に現れて一発ヤったら去っていく… 隣のお姉さんの柔らか巨乳は今日も僕の指を求めてる 浜辺栞帆（10月26日、CRYSTAL VR）
- 初めて出来た彼女は隠れ巨乳だった… 着衣からは想像できなかった美巨乳に理性がきかなくなった僕は性欲尽きるまでハメにハメまくった 浜辺栞帆（10月31日、SODクリエイト）
- ノーブラの日は誘惑の合図 ブラを付けてない日だけ交わる事が許される愛蜜日 浜辺栞帆（11月15日、KMPVR-彩-）
- ハミ毛で誘惑してくる神乳Gカップ美人エステティシャンの密林マ〇コに無制限発射! 浜辺栞帆（12月18日、P-BOX VR）

- いつも塩対応な彼女のGカップ乳首スイッチONにしたらイチャラブモードに豹変!! 剛毛マ〇コに何度も中出し一泊二日の温泉旅行 浜辺栞帆（1月15日、P-BOX VR）
- 美女8人のケツ穴くぱぁ～を近距離ガン見VR 8（2月12日、P-BOX VR）

### アダルト配信
- 配信限定 ハメ撮り MADOOOON!!!! マドンナ専属女優の『リアル』解禁。  浜辺栞帆（6月4日、マドンナ）
- とびきりの肉体を持て余した女盛りのHカップ人妻が初めての浮気! 性欲が溜まりまくった人妻は見られてるだけでも喘ぎ声と腰が止まらない!! 中出しを含めた2連続SEXで変態性と卑猥さが加速していく快楽祭!!! 【かほ / 28歳 / 結婚3年目】（10月14日、MOON FORCE WIFE）
- Hカップの淫乱女は都内某旅行会社のバスガイドでした。かほ（10月20日、しろうとまんまん特定班）
- 百戦錬磨のナンパ師のヤリ部屋で、連れ込みSEX隠し撮り 369 かほ 27歳 イベントプランナー  【もちろんパイズリもあるよ!】 どエロい! どエロい!! どエロい!!! エロ特化型グラマラス体型、特級おっぱいお姉さんが登場! 熟す手前の剛毛赤ピンクま●こはモザイク越しでも卑猥すぎる! 全体位おっぱい激震! 涎垂らしながら大絶叫オホ声連続アクメ!（11月2日、ナンパTV）
- 精子提供を希望する人妻に夫に代わって孕ませ代行 9【かほ】（11月3日、街角シロウトナンパ）
- 成長が止まらない天然美巨乳Hcupの女上司×責めと甘めmixの溺愛イチャラブSEX【かほ(職場の上司)】【飲むと増す性欲と愛情】【超柔らかおっぱいスタンプ】【M男歓喜の乳首責め&焦らしプレイ】【夜のほうはシゴデキ部下と窓際見せつけ立ちバック】（11月13日、MOON FORCE）
- 【絶叫獣系オホ声】【極限状態で連続イキ】生徒たちのマドンナ、保健室の先生がとろけ顔で涎を垂らしてアクメ三昧! 爆乳で! 爆尻で! 爆イキ! 焦らしに焦らされてM性が爆発! 「くぅーんくぅーん」って子犬のようにち●ぽを求めて、入っちゃったら狼の雄たけびみたいに大絶叫で腰を跳ね上げて痙攣イキ連発! 「もうイケない..」って極限状態からの追撃ピストンで無呼吸イキする姿はエロ過ぎ! 【初撮り】ネットでAV応募→AV体験撮影 2273 かほ 27歳 保健室の先生（12月22日、シロウトTV）
- 偶然見えた胸チラしている姿に発情しちゃった俺（12月26日、AKNR）※2025年5月22日にDVD版発売。

- かほちゃん (anan057)（1月14日、素人あんあん）
- かほちゃん 2 (anan058)（1月14日、素人あんあん）
- 【大人の背徳ランジェリー性交】【体液まみれの濃密性交】【Hカップ妻 × 無許可中出し】このままじゃ好きになっちゃいそう…♪ 不貞宣言するHカップ妻…!? パートナーの証の指輪を投げ捨て、おち●ぽ懇願!! よだれ、汗、愛液、精液…、もういろんな液でグチャドロ貪り合いSEX!!!【人妻ランジェリーナ 14人目 かほさん】（2月10日、Jackson）
- シオリ (hpt030)（2月26日、素人ホイホイ）
- カホさん (orena067)（3月3日、俺の素人）
- かほ (refuck134)（3月7日、Re:Fuck）
- ユキ (dpdx005)（3月9日、素人ギャラリー）
- 《噂の高リピ率メンエス》 ▼天然H乳のモチ肌美女セラピスト ▼MBが映えるたぷんたぷんな美巨乳 × 美BODY ▼個人オプ→下半身とろけるパイズリ & フェラ ▼追加で本番中出しリピ確定…! ▼＃担当/かほ（3月21日、ドキュメントdeハメハメ）
- ラグジュTV 1811 静奈 29歳 ウエディングプランナー 『SEXしているときが一番幸せです』SEXが好き、ち●こが好き。稀に見るレベルの淫乱お姉さん。淫らなG乳が乱れまくり。責めても責められても自然と出てくる淫語の数々。執拗なポルチオ突きに頭の中まで蕩けていつイってるかも分からなくなるほど絶頂を繰り返す。（4月2日、ラグジュTV）
- 栞帆 (ewdx525)（4月4日、E★人妻DX）
- ミサ (sxfe002)（4月9日、素人ギャラリー）
- かほ (hmdnc805)（4月12日、ハメドリネットワークSecondEdition）
- H (oremo344)（4月17日、俺の素人-Z-）
- 野良バニーちゃん (smjs127)（4月24日、素人ムクムク-職-）
- かほさん (smjx049)（5月5日、素人ムクムク-X-）
- H (spay579)（5月6日、素人ペイペイ）
- HONOKA & KAHO (smjh047)（5月29日、素人ムクムク-ハーレム-）
- かほちゃん (orecz128)（6月1日、俺の素人-Z-）
- かほさん (stime090)（6月2日、躾の時間）
- かほさん 2 (stime091)（6月2日、躾の時間）
- かほ (pchn122)（7月18日、ピクチン）

### イメージビデオ
- Kaho 真夏のスウィートロマンス 浜辺栞帆（2022年8月18日、REbecca）
- Kaho2 ラブロマンスは赤裸々に 浜辺栞帆（2024年2月22日、REbecca）

### デジタル写真集
- 浜辺栞帆 永遠に愛を誓えますか（4月8日、小学館、撮影：西條彰仁）[13]
- 浜辺栞帆 熟れごろG果実 vol.1 FRIDAYデジタル写真集（12月23日、講談社）[14]
- 浜辺栞帆 熟れごろG果実 vol.2 オール未公開100カット超完全版 FRIDAYデジタル写真集（12月23日、講談社）[15]

- 浜辺栞帆 完熟の雫 vol.1 FRIDAYデジタル写真集（2月16日、講談社）[16]
- 浜辺栞帆 完熟の雫 vol.2 オール未公開100カット超完全版 FRIDAYデジタル写真集（2月16日、講談社）[17]
- 熱視線 浜辺栞帆（9月13日、プレステージ出版、撮影：中場敏博）※【グラビア写真集】と【ヌード写真集】の2種類あり。

## 製品

### カレンダー
- 浜辺栞帆 2023年カレンダー（2022年12月20日、C-more ENTERTAINMENT）

## 出演

### ラジオ
- 紗倉まなとニューヨークのマジックミラーナイト（2022年4月24日, 5月1日、文化放送）